# بول كوك (مؤلف)
بول كوك (بالإنجليزية: Paul Cook)‏ (1950)؛ روائي أمريكي.